# Corydalis lineariloba
Corydalis lineariloba är en vallmoväxtart som beskrevs av Sieb. och Zucc.. Corydalis lineariloba ingår i släktet nunneörter, och familjen vallmoväxter.

## Underarter
Arten delas in i följande underarter:
- C. l. pectinata
- C. l. capillaris
- C. l. papilligera

## Bildgalleri

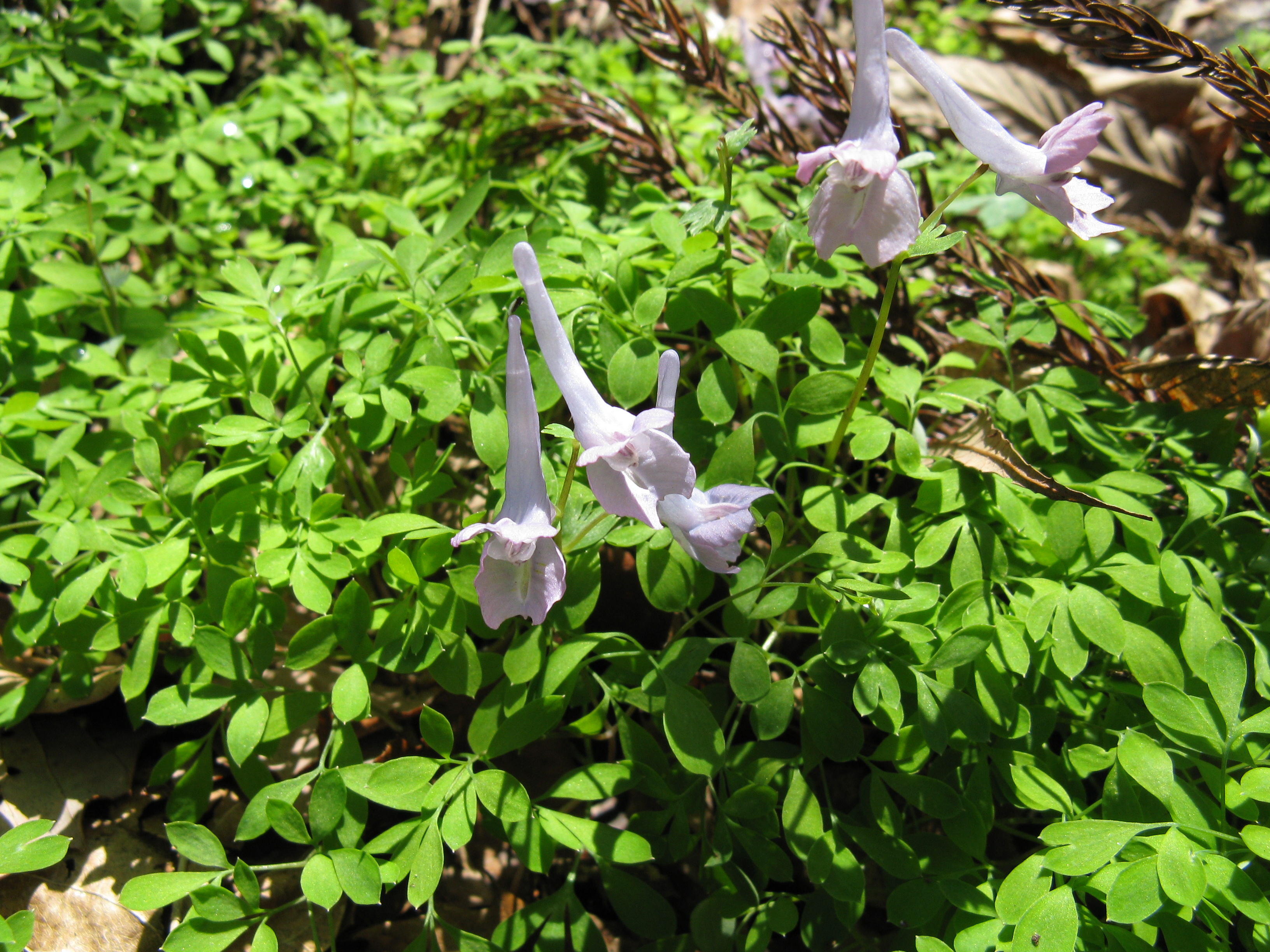